# De verdeling van de adelaars
De verdeling van de adelaars is een schilderij van Jacques-Louis David uit 1810. Sinds 1837 hangt het in de kroningszaal van het paleis van Versailles.  

## Geschiedenis
David kreeg oorspronkelijk de opdracht om vier monumentale schilderijen te maken voor de kroonzaal van het Tuilerieënpaleis ter illustratie van de kroningsceremonies van Napoleon: De kroning, De troonsbestijging, De aankomst in het stadhuis en De verdeling van de adelaars. Al in juni 1805 begon de kunstenaar met het bestuderen van de personages die een plek zouden krijgen op De kroning (met name de paus). Hoewel hij in hetzelfde jaar aan De verdeling van de adelaars begon, werd dit werk pas in 1810 voltooid. Het toont duidelijke overeenkomsten met Davids eerdere werk De eed van de Horatii, met name in het gebaar van de eedaflegging. De aanvankelijke kritische houding van de schilder ten opzichte van het regime, die in De kroning nog te zien was, maakte in De verdeling van de adelaars plaats voor een verheerlijking van Napoleon. Het schilderij werd voor het eerst tentoongesteld op de Salon van 1810, die op 5 november van dat jaar opende.

## Voorstelling
De verdeling van de adelaars is een grootschalig schilderij dat de ceremonie toont waarin Napoleon de nieuwe keizerlijke standaarden uitreikt aan zijn leger. Op deze standaarden prijkt een adelaar, afgeleid van het belangrijkste symbool van de Romeinse legioenen. De scène vindt plaats op 5 december 1804 op de Champ-de-Mars, die is gevuld met afgevaardigden die Frankrijk vertegenwoordigen. Op het gegeven signaal naderen alle colonnes de keizer, die opstaat en een stichtelijke toespraak houdt over de waarde van het offer, waarbij hij hen vraagt te zweren hun leven op te offeren. Hier ligt een parallel met De eed van de Horatii. David had zich voor zijn compositie laten inspireren door de reliëfs op de zuil van Trajanus.
Het schilderij is dynamisch, vooral de rechterkant van de compositie. Dit deel, in piramidevorm, staat in contrast met het linkerdeel, dat veel rustiger is. Napoleon wordt minder benadrukt dan in De kroning, omdat de adelaars boven hem uittorenen. Ondanks deze ruimtelijke ordening zorgt de lichtinval ervoor dat de aandacht op Napoleon gericht is.
De bovenste helft van de scène lijkt vreemd leeg, omdat David oorspronkelijk een allegorie had afgebeeld van de godin Victoria die lauweren werpt op de officieren. Napoleon wilde dit echter niet omdat de scène historisch moest zijn, waardoor David dit deel moest wijzigen. Op verzoek van Napoleon nam David echter ook bepaalde vrijheden met de historische waarheid. Zo is Joséphine de Beauharnais niet te zien op dit schilderij, hoewel ze aanwezig was bij de uitreiking. Omdat Napoleon in 1809 van haar was gescheiden, was het niet langer gewenst om haar af te beelden. Ten slotte was David van plan om de oude vlaggen van de regimenten voor het tafereel op de grond te plaatsen, terwijl de adelaars werden uitgedeeld. Op het uiteindelijke schilderij plaatste hij de oude vlaggen achter de troon. De namen van Lodi, Rivoli en Marengo, de overwinningen van de republikeinse legers onder leiding van generaal Bonaparte, zijn duidelijk zichtbaar. Rechtsonder is nog een oude vlag te zien, gedragen door een soldaat die achter de trap op de rug gezien wordt, in tegengestelde richting bewegend dan de andere vlaggendragers. Op de opgerolde vlag is het woord "République" te zien. In 1810 verklaarde Napoleon zich niet langer "door de gratie van God en de grondwetten van de Republiek, keizer der Fransen", maar "door de gratie van God en de grondwetten, keizer der Fransen".

## Afbeeldingen

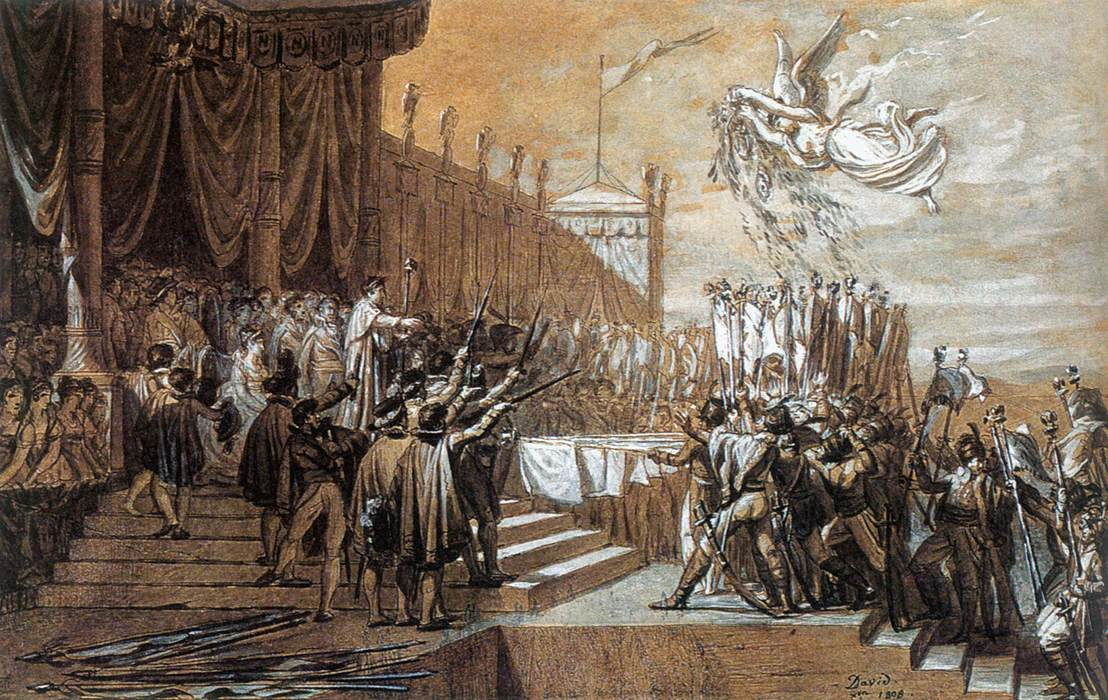
Studie
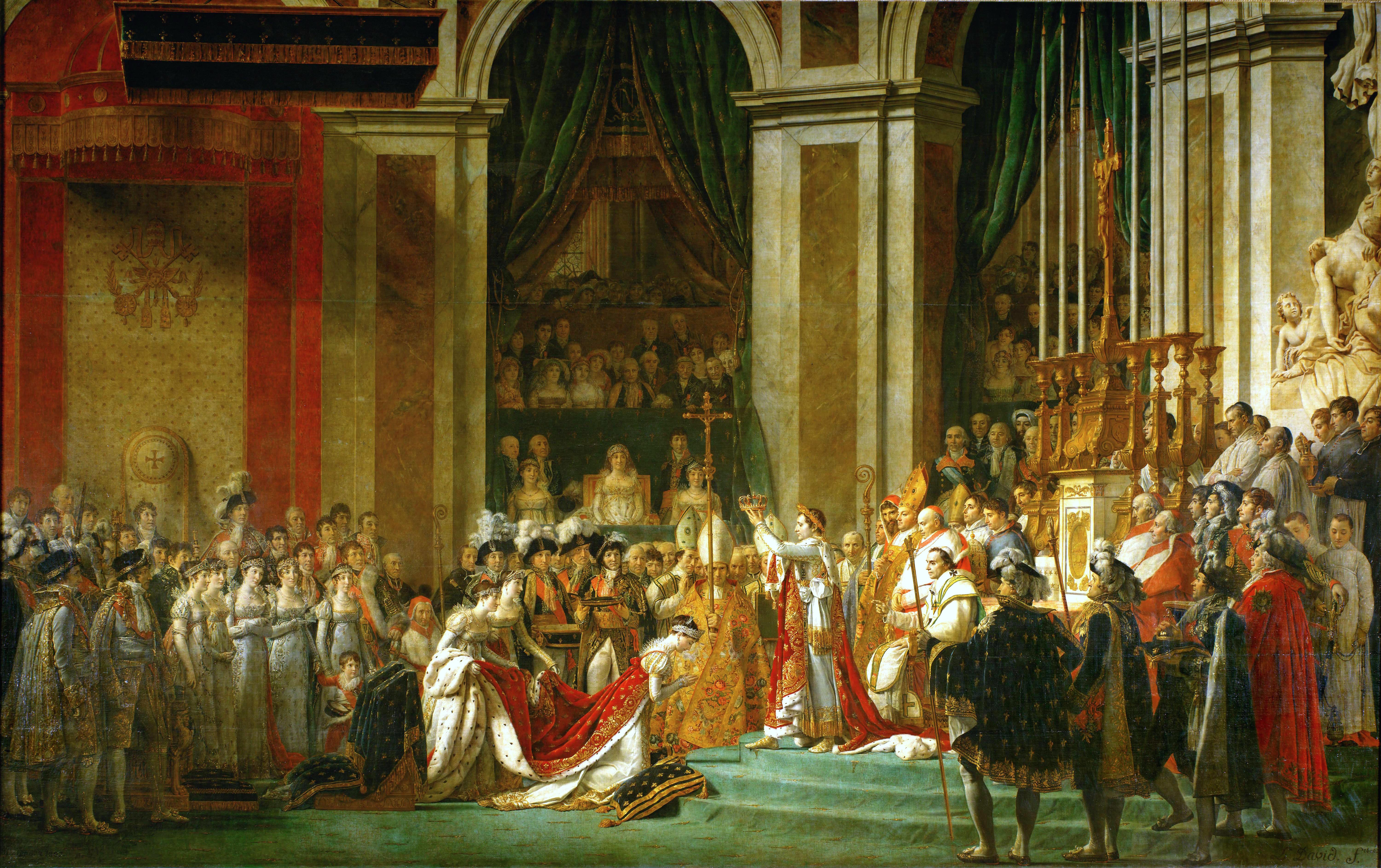
De kroning van Napoleon
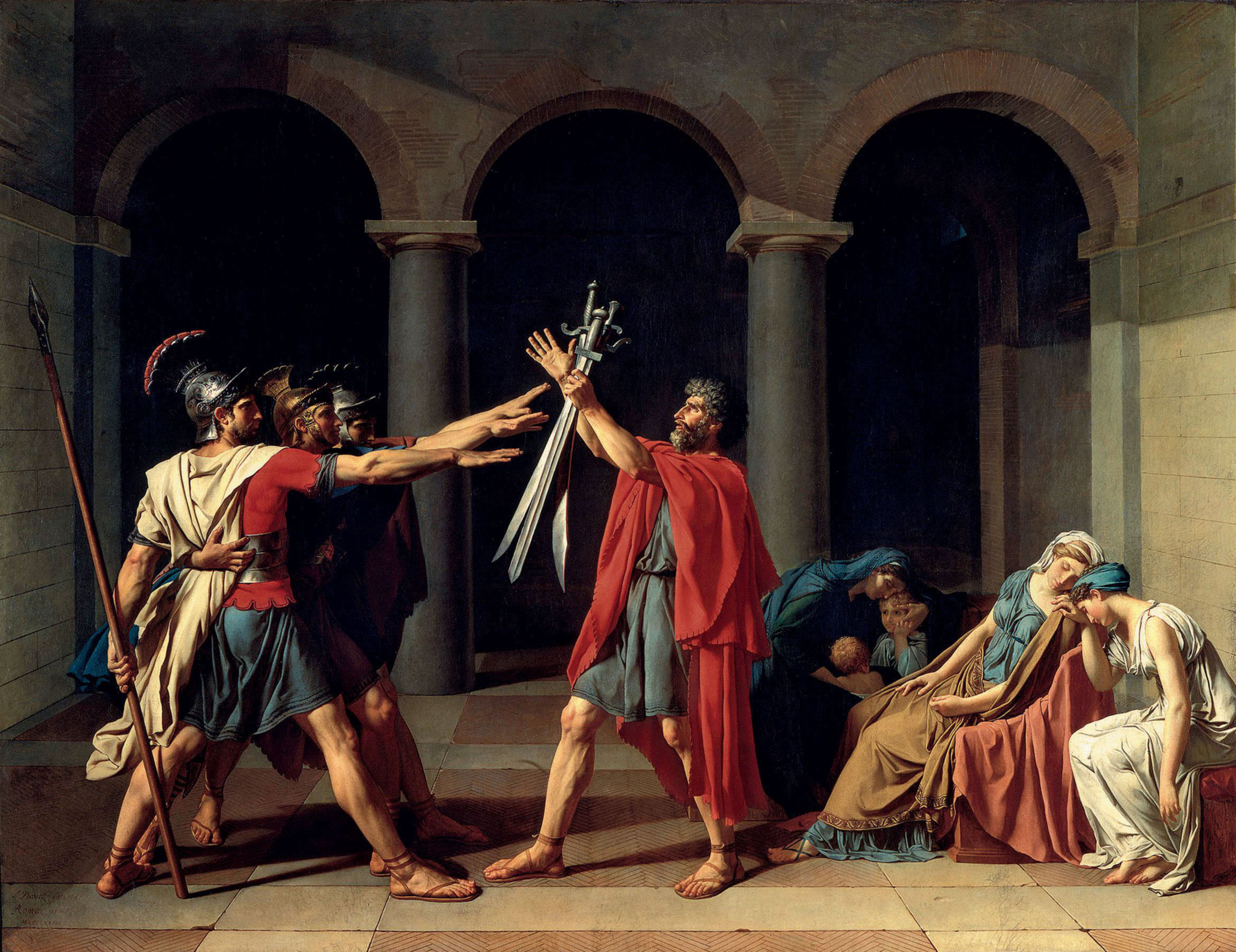
De eed van de Horatii